# Carcarès-Sainte-Croix
 Carcarès-Sainte-Croix  (en occitano Carcarèrs e Senta Crotz) es una población y comuna francesa, situada en la región de Aquitania, departamento de Landas, en el distrito de Dax y cantón de Tartas-Est.

## Demografía
| 410 | 405 | 379 | 407 | 426 | 434 |
| Para los censos de 1962 a 1999 la población legal corresponde a la población sin duplicidades (Fuente: INSEE [Consultar]) |     |     |     |     |     |